# Coelidiana ancora
Coelidiana ancora är en insektsart som beskrevs av Kramer 1967. Coelidiana ancora ingår i släktet Coelidiana och familjen dvärgstritar. Inga underarter finns listade i Catalogue of Life.